# Clastobryophilum balansaeanum
Clastobryophilum balansaeanum är en bladmossart som beskrevs av Brotherus 1925. Clastobryophilum balansaeanum ingår i släktet Clastobryophilum och familjen Sematophyllaceae. Inga underarter finns listade i Catalogue of Life.